# Michiue Hayato
Michiue Hayato (道上 隼人 Michiue Hayato, sinh ngày 17 tháng 6 năm 1991) là một cầu thủ bóng đá người Nhật Bản thi đấu cho Veertien Mie.

## Sự nghiệp thi đấu
Michiue Hayato gia nhập Matsumoto Yamaga FC năm 2014. Vào tháng 7 năm 2015, anh chuyển đến Azul Claro Numazu.

## Thống kê câu lạc bộ
Cập nhật đến ngày 20 tháng 2 năm 2018.
| Thành tích câu lạc bộ | Thành tích câu lạc bộ | Thành tích câu lạc bộ | Giải vô địch | Giải vô địch | Cúp                   | Cúp                   | Tổng cộng | Tổng cộng |
| Mùa giải              | Câu lạc bộ            | Giải vô địch          | Số trận      | Bàn thắng    | Số trận               | Bàn thắng             | Số trận   | Bàn thắng |
| Nhật Bản              | Nhật Bản              | Nhật Bản              | Giải vô địch | Giải vô địch | Cúp Hoàng đế Nhật Bản | Cúp Hoàng đế Nhật Bản | Tổng cộng | Tổng cộng |
| --------------------- | --------------------- | --------------------- | ------------ | ------------ | --------------------- | --------------------- | --------- | --------- |
| 2014                  | Matsumoto Yamaga      | J2 League             | 2            | 0            | 2                     | 0                     | 4         | 0         |
| 2015                  | Matsumoto Yamaga      | J1 League             | 0            | 0            | –                     | –                     | 0         | 0         |
| 2015                  | Azul Claro Numazu     | JFL                   | 12           | 0            | –                     | –                     | 12        | 0         |
| 2016                  | Azul Claro Numazu     | JFL                   | 8            | 0            | –                     | –                     | 8         | 0         |
| 2017                  | Veertien Mie          | JFL                   | 18           | 0            | –                     | –                     | 18        | 0         |
| Tổng                  | Tổng                  | Tổng                  | 40           | 0            | 2                     | 0                     | 42        | 0         |